# 헤지아네 아우베스
헤지아네 아우베스(Regiane Alves, 1978년 8월 31일 ~ )는 브라질의 배우이다.